# Doyle Brunson
Doyle Frank „Texas Dolly“ Brunson (* 10. August 1933 in Longworth, Fisher County, Texas; † 14. Mai 2023 in Las Vegas, Nevada) war ein professioneller US-amerikanischer Pokerspieler.
Brunson gilt als eine der größten Pokerlegenden aller Zeiten. Er übernahm 1976 die Führung in der All Time Money List und hielt sich bis 1984 an der Spitze. Im Jahr 1980 war er auch der erste Spieler, der durch Live-Pokerturniere mehr als eine Million US-Dollar gewonnen hatte. Zu seinen Erfolgen zählten zehn Bracelets bei der World Series of Poker in Las Vegas, darunter zwei Siege (1976 und 1977) im Main Event. Zudem sicherte sich der Autor verschiedener Pokerbücher einen Titel beim Main Event der World Poker Tour. Im Juni 2018 spielte Brunson sein letztes Live-Pokerturnier und beendete seine Karriere nach mehr als 60 Jahren als Profispieler.
Sein Lebenswerk wurde Anfang April 2019 mit einem Global Poker Award gewürdigt. Im Rahmen der 50. Austragung der World Series of Poker wurde Brunson im Juni 2019 als einer der 50 besten Spieler der Pokergeschichte genannt.

## Leben

### Jugend
Brunson wurde in Longworth, einem Dorf mit etwa hundert Einwohnern geboren, das im Fisher County, Texas liegt. Er war das älteste der drei Kinder von John Franklin Brunson und Mealia Lavada Brunson (geb. Hanna). Da Longworth nur ein kleiner Ort war, rannte Brunson regelmäßig lange Distanzen zu anderen Gemeinden und wurde dadurch zu einem vielversprechenden Athleten. Dadurch hatte er die Gelegenheit, dem All-State-Texas-Basketball-Team beizutreten. Obwohl er mehr von Basketball als von Leichtathletik hielt, trat er 1950 dem Texas Interscholastic Track Meet bei. Infolgedessen erhielt Brunson mehrere Angebote von Colleges, entschied sich letztendlich aber für die Hardin Simmons University in Abilene. Der Hauptgrund für diese Entscheidung war, dass die Universität in der Nähe seines Heimatortes lag. Allerdings erlitt Brunson bei einer Hilfsarbeit eine schwere Knieverletzung, die das Ende seiner Tage als hoffnungsvolles Nachwuchstalent bedeuteten. Die Verletzung war so schwer, dass sein Bein zwei Jahre lang eingegipst bleiben musste. Brunson konzentrierte sich daraufhin auf seine Ausbildung und schloss als Master in Verwaltungswissenschaften (administrative education) ab.
Brunson spielte schon vor dem Unfall gelegentlich Poker, namentlich die klassische Variante Five Card Draw. Nach der Verletzung spielte er immer öfter, was zur Folge hatte, dass seine Verdienste für den Lebensunterhalt reichten.
Nach dem erfolgreichen Studium nahm er eine Arbeit als Maschinenhändler an. Bereits am ersten Tag wurde er zu einer Partie Seven Card Stud eingeladen. Er spielte sehr erfolgreich und gewann in unter drei Stunden das Gehalt für einen gesamten Monat. Brunson erkannte daraufhin, dass das Pokerspiel für ihn sehr lukrativ war, und entschloss sich, professioneller Spieler zu werden.

### Von Texas nach Las Vegas
Brunson startete seine Pokerkarriere in Fort Worth, der fünftgrößten Stadt in Texas. Dort spielte er mit einem Bekannten in illegalen Spielen. Die beiden erkannten daraufhin, dass sie in größeren Spielen mehr Geld einnehmen könnten und reisten deshalb quer durch den Süden des Landes. Sie spielten unter anderem in Oklahoma und Louisiana, aber auch in Texas, in großen Spielen. Das Duo begegnete auf ihrer Tour den professionellen Spielern Thomas „Amarillo Slim“ Preston und Brian „Sailor“ Roberts. Während Brunsons Bekannter nach Fort Worth zurückkehrte, schloss er sich mit den beiden Profis zusammen. Eine lange Zeit riskierten sie ihr Geld in Pokerspielen, beim Golf und in Brunsons Worten, „bei so ziemlich allem“.
Sie warfen ihr Geld zusammen und spielten, aber erst nach sechs Jahren und einer großen Summe aus Gewinnen machten die Freunde ihre erste ernsthafte Reise nach Las Vegas in Nevada und verloren dort ihr gesamtes Geld, einen sechsstelligen Betrag. Danach entschlossen sie sich, die Partnerschaft zu beenden, aber Freunde zu bleiben. Brunson siedelte sich schließlich in Las Vegas an.

### Erfolge bei derWorld Series of Poker

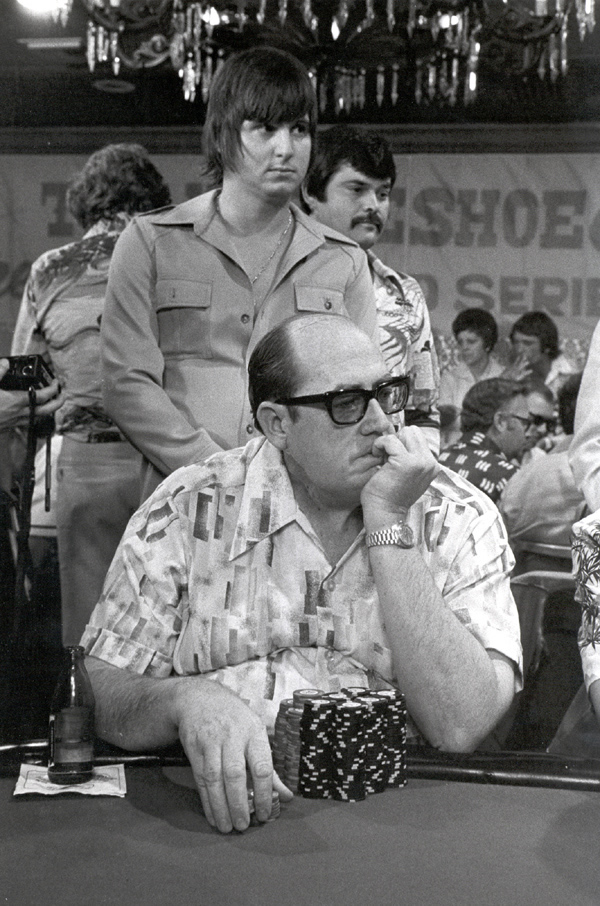
Doyle Brunson bei der WSOP 1976

Nach der Trennung des Trios wurde Brunson recht schnell sehr erfolgreich. Bereits 1976 gewann er das Main Event der World Series of Poker (WSOP) in Las Vegas und krönte sich damit zum Pokerweltmeister. Für diesen Erfolg erhielt Brunson 220.000 Dollar. Ein Jahr später verteidigte er diesen Titel und gewann noch zwei weitere Einzelturniere. Bei der WSOP 1978 und 1979 entschied er zwei weitere Nebenturniere für sich. Danach folgte eine längere Durststrecke, ehe er 1991 erneut ein Turnier gewinnen konnte. Seine letzten drei Events gewann er in den Jahren 1998, 2003 und 2005. Anschließend wurden seine Auftritte bei der World Series seltener. Im Juni 2018 kündigte Brunson an, dass die No-Limit 2-7 Lowball Draw Championship der WSOP 2018 das letzte Turnier sei, das er spielt. Dort belegte er noch einmal den sechsten Platz für knapp 45.000 Dollar und wurde anschließend mit stehenden Ovationen verabschiedet.
Insgesamt gewann Brunson zehn Turniere bei dieser Veranstaltung, womit er gemeinsam mit Johnny Chan, Phil Ivey und Erik Seidel hinter Phil Hellmuth liegt, der bisher 17 Turniere gewinnen konnte.

| Jahr | Buy-in (in $) | Turnier                                          | Teilnehmer | Preisgeld (in $)                 |
| ---- | ------------- | ------------------------------------------------ | ---------- | -------------------------------- |
| 1976 | 05.000        | Deuce to Seven Draw                              | 026        | 090.250                          |
| 1976 | 10.000        | No-Limit Hold’em Main Event – World Championship | 022        | 220.000                          |
| 1977 | 10.000        | Seven Card Stud Split                            | 007        | 052.500                          |
| 1977 | 10.000        | No-Limit Hold’em Main Event – World Championship | 034        | 340.000                          |
| 1978 | 05.000        | Seven Card Stud                                  | 023        | 068.000                          |
| 1979 | 00.600        | Mixed Doubles Seven Card Stud                    | 025        | 009.000geteilt mit Starla Brodie |
| 1991 | 02.500        | No Limit Hold’em                                 | 208        | 208.000                          |
| 1998 | 01.500        | Razz                                             | 155        | 093.000                          |
| 2003 | 02.000        | H.O.R.S.E.                                       | 113        | 084.080                          |
| 2005 | 05.000        | No Limit Shorthanded Texas Hold’em               | 301        | 367.800                          |

Bis zum Jahre 2018 kam er bei der WSOP 37-mal ins Geld und erspielte Preisgelder von mehr als 3 Millionen US-Dollar.

### Weitere Auftritte
Neben seinen Erfolgen bei der World Series machte Brunson auch noch durch andere gute Ergebnisse in anderen Turnieren auf sich aufmerksam. So gewann er das Legends of Poker 2004, wofür er über eine Million US-Dollar erhielt. Beim ersten WPT Championship-Event wurde Brunson Vierter. Daneben nahm er trotz seines hohen Alters an diversen Fernsehevents teil, so etwa bei High Stakes Poker, Poker After Dark sowie der National Heads-Up Poker Championship. Brunson ist zudem einer der Spieler, der im Bellagio im Big Game bei Mindesteinsätzen von 4.000/8.000 $ um Millionenbeträge spielt.
Brunson gewann über sechs Millionen US-Dollar bei offiziellen Live-Pokerturnieren.

### Erfolg als Autor
1978 erschien sein Buch Super/System: How I Made Over $1,000,000 Playing Poker (zu deutsch etwa Super/System: Wie ich über 1.000.000 $ beim Poker gewann, ISBN 1580420818). Nachdem Brunson keinen Verlag gefunden hatte, veröffentlichte er es selbst. Das Buch gab den Lesern einen Einblick in die Denkweise eines professionellen Spielers. Brunson gab mehrmals an, dass ihn das Buch wohl mehr Geld gekostet hat, als er damit einnahm, da sich das Spiel seiner Gegner, die das Buch lasen, verbesserte.
Das Buch beginnt mit einem biografischen Kapitel von Brunsons Laufbahn und widmet sich dann der Pokerstrategie. Super/System ist nicht auf eine Spielvariante spezialisiert, sondern widmet sich einem Großteil der bekannten Variationen. Neben Brunson trugen viele ebenfalls professionelle Spieler ihren Teil zu dem Buch bei, beispielsweise David „Chip“ Reese, Bobby Baldwin und der Spieltheoretiker David Sklansky. 2004 erschien die Fortsetzung Super/System 2, das im Wesentlichen eine aktualisierte Version des ersten Teils ist.
Brunson veröffentlichte darüber hinaus 1984 das Buch According to Doyle (zu deutsch etwa Laut Doyle), das 2003 unter dem Titel Poker Wisdom of a Champion (zu deutsch etwa Die Pokerweisheiten eines Weltmeisters) neu aufgelegt wurde. Des Weiteren erschien 2005 das Buch Online Poker: Your Guide to Playing Online Poker Safely & Winning Money (frei übersetzt Onlinepoker: Ihre Anleitung, Onlinepoker sicher und lukrativ zu bestreiten), das sich, wie der Titel bereits aussagt, ganz dem Onlinepoker verschreibt.

### Familienleben
Brunson traf seine Frau Louise im Jahr 1960 und heiratete sie im August 1962. Louise wurde schwanger und im gleichen Jahr entdeckte Brunson einen Tumor in seinem Hals. Bei der Operation wurde festgestellt, dass sich der Krebs ausgebreitet hatte und die Chirurgen befanden ihn als unheilbar. Sie meinten, dass eine Operation das Leben Brunsons so lange verlängern könne, dass er die Geburt seines Kindes miterleben kann. Nach der Operation konnte jedoch keine Spur des Karzinoms mehr gefunden werden. Der Arzt war der Meinung, dass diese Heilung ein Wunder sei. Brunson rechnete die Heilung den Gebeten von Freunden seiner Ehefrau zu. Louise entwickelte kurz darauf selbst einen Tumor. Wie bei ihrem Ehemann war auch nach ihrer Operation das Geschwür verschwunden. Im Jahr 1975 wurde bei ihrer Tochter Doyla Skoliose diagnostiziert, aber ihre Wirbelsäule heilte völlig innerhalb von drei Monaten. Sie starb mit 18 Jahren, als sie wegen eines Herzklappenleidens zu viel Kalium einnahm. Während des folgenden Jahres las Brunson viel christliche Literatur und wandte sich dem Christentum zu.
Sein Sohn Todd spielt ebenfalls professionell Poker. Er gewann 2005 ein Turnier bei der World Series in der Variante Omaha High/Low, wodurch die Brunsons zur ersten Vater-Sohn-Kombination wurden, die beide ein Turnier bei der World Series gewinnen konnten.

### Untersuchung der SEC
Am 14. Dezember 2005 unterzeichnete die United States Securities and Exchange Commission (SEC, deutsch Wertpapier- und Handelskommission der Vereinigten Staaten) ein Dokument, um Vorladungen von Sachverständigen zu erzwingen, die sich mit Brunsons unerwünschtem Angebot beschäftigen mussten, den Veranstalter der World Poker Tour, WPT Enterprises, zu einem hohen Preis – deutlich über dem Marktwert –, aufzukaufen. Kurz darauf argumentierte die Kommission, eine von Brunson angeheuerte PR-Firma und eine Website, die er unterstützt, hätten das Angebot öffentlich bekanntgemacht. Die Kommission behauptete, dass die Veröffentlichung des Angebots, die ein großes Medienecho fand, den Aktienpreis von WPT Enterprises stark ansteigen ließ.
Als sie nach Details gefragt wurden, hörten Brunson und seine Anwälte unmittelbar auf, der WPT Enterprises und den Medien zu antworten. Stattdessen trat Brunson nach der Übergabe des Angebots von den Verhandlungen zurück. Als die WPT Enterprises den Kontaktabbruch zu Brunson und seinen Anwälten öffentlich machte, sanken die Aktienpreise stark und kosteten Anleger mehrere zehn Millionen Dollar Marktwert. Das Angebot lief schließlich durch seine Klauseln aus.
Die Kommission ermittelte formal, ob Brunsons Angebot und die Veröffentlichung bundesstaatliche Aktiengesetze verletzte, besonders die Anti-Betrugs-Klauseln des Securities Exchange Act von 1934. Als Teil der Ermittlungen lud die Kommission Brunsons Anwälte vor und nahm Dokumente und Zeugenaussagen auf. Brunson nahm sein aus dem 5. Verfassungszusatz hervorgehendes Recht wahr, sich nicht selbst belasten zu müssen, und verweigerte die Aussage. Er verbot seinen Anwälten unter Berufung auf die Schweigepflicht durch das Anwalt-Mandant-Verhältnis und die so genannte work product doctrine (die die Herausgabe von im Zusammenhang mit Gerichtsverfahren erstellten Dokumenten an die Gegenseite verbietet) zu kritischen Aspekten des Angebots auszusagen und verpflichtete sie, bestimmte Dokumente zurückzuhalten. Die untersuchenden Behörden versuchten jedoch, dieses Recht mit verschiedenen Begründungen auszuhebeln, unter anderem, weil die Schweigepflicht nicht gilt, wenn der Anwaltskontakt zur Vorbereitung eines Verbrechens genutzt wird. Damit wollten sie erzwingen, dass Brunsons Firma die Dokumente und Zeugenaussagen herausgeben muss. Eine Anklageerhebung fand nicht statt. Das Verfahren wurde 2007 eingestellt.

## Wissenswertes
- Brunsons Spitzname „Texas Dolly“ entstand dadurch, dass der US-amerikanische Sportkommentator Jimmy Snyder Brunsons Namen falsch vorlas. Snyder sollte Brunson als „Texas Doyle“ vorstellen, sprach Brunsons Vornamen aber fälschlicherweise als „Dolly“ aus. Der Name blieb bis heute haften.
- Nach Brunson sind zwei Starthände bei Texas Hold’em bezeichnet. Die erste Hand, eine Zehn und eine Zwei, trägt seinen Namen, weil er damit in zwei aufeinanderfolgenden Jahren das Hauptturnier der World Series of Poker gewinnen konnte. In beiden Fällen wurden die Karten zu einem Full House. Brunson hat seine Unzufriedenheit ausgedrückt, für eine eigentlich schwache Starthand im Texas Hold’em bekannt zu sein. Die andere Hand ist das Ass mit einer Dame. In Super/System gab Brunson mehrmals an, dass er die eigentlich starke Hand nie spiele.[14] Dennoch sah man Brunson öfters, wie er diese Hand spielte, so schied er beim Main Event der World Series of Poker 2007 mit dieser Hand aus.
- Brunson unterstützte den Onlinepokersaal Doyle’s Room.
- Brunson schrieb das Vorwort von Barry Greensteins Buch Ace on the River.